# Wincenty Pol
Wincenty Pol (20. dubna 1807 Lublin – 2. prosince 1872 Krakov) byl polský básník a geograf.
Narodil se v Lublinu, v tehdejším Haliči Franzi Pohlovi (nebo Pollovi), Němci v rakouských službách a jeho ženě Eleonoře Longchamps de Berier, z francouzské rodiny žijící v Polsku. V roce 1830 ve službách polské armády se účastníl bojů v listopadovém povstání a v roce 1848 revoluce v Rakouském císařství. I přes svůj smíšený rodinný původ považoval sám sebe za Poláka, přičemž si změnil příjmení na Pol.
Po porážce listopadového povstání byl internován v Prusku. Přihlásil se na univerzitu, ale brzy se zapletl do problémů kvůli své anticarské agitaci. Zatímco byl hájen německy mluvícími profesory Peterem von Bohlenem a Friedrichem Wilhelmem Schubertem, opustil Prusko a odešel do exilu ve Francii. Zde pracoval na své první básni, na holdu hrdinství povstalců, která později vyšla ve sbírce Song of Janusz.
Ačkoliv neměl žádné formální vzdělání v geografii, během svých cest v polských zemích napsal několik knih a v roce 1849 byl jmenován profesorem na Jagelonské univerzitě v Krakově. Napsal několik dobrých popisných prací, Obrazy z zycia a podrózy (Obrázky ze života a cest), a také báseň Pieśń o ziemi naszej (Píseň o naší zemi). V roce 1855 vydal Mohort, báseň vztahující se k časům Stanisława Augusta Poniatovského. Jeho dřívější dílo Song of Janusz (1836) inspirovalo Fryderyka Chopina ke složení několika polských písní, ale jen jedna z nich se zachovala. Pravděpodobně poprvé představil v polské literatuře termín „Kresy“, aby popsal teritoria ležící na východních hranicích někdejšího Polsko-litevského státu.
Zemřel v Krakově. Je pohřben v Kryptě zasloužilých v kostele Archanděla Michaela a svatého Stanislava na Skalce v Krakově, malého panteonu polských učenců, spisovatelů a umělců zvláště z oblasti Krakova.